# 国立病院機構長崎病院
独立行政法人国立病院機構長崎病院（どくりつぎょうせいほうじんこくりつびょういんきこうながさきびょういん）は、長崎県長崎市にある医療機関。独立行政法人国立病院機構が運営する病院である。旧国立療養所長崎病院。政策医療分野における重症心身障害の専門医療施設である。長崎県立長崎特別支援学校が隣接する。

## 歴史
- 1951年（昭和26年）11月1日 - 国立療養所長崎病院として開設。
- 1978年（昭和53年） - 脳卒中等リハビリテーションの専門病棟を設置。
- 2000年（平成12年）3月23日 - 結核病棟を閉鎖。
- 2004年（平成16年）4月1日 - 国立病院機構への移管に伴い現在の名称となる。

## 指定・認定
- 長崎地区第2次救急輪番病院
- 開放型病院

## アクセス
- 長崎バス「田上」または「国立長崎病院」バス停下車。
- 長崎自動車道長崎インターチェンジより車で約5分。
- ながさき出島道路新地町口より車で約10分。